# Northwest Roseau, Minnesota
Xã Northwest Roseau (tiếng Anh: Northwest Roseau Township) là một xã thuộc quận Roseau, tiểu bang Minnesota, Hoa Kỳ. Năm 2010, dân số của xã này là 25 người.